# Joachim Frédéric Kirstein (1805-1860)
Pour les articles homonymes, voir Kirstein.
Ne doit pas être confondu avec Joachim Frédéric Kirstein (1701-1770).
Joachim-Frédéric Kirstein (ou Joachim-Frédéric II Kirstein, ou Kirstenstein), né le 1er octobre 1805 à Strasbourg où il est mort le 22 janvier 1860, est un sculpteur, graveur, orfèvre et ciseleur français. Il est le dernier représentant d'une grande dynastie d'orfèvres strasbourgeois.

## Biographie

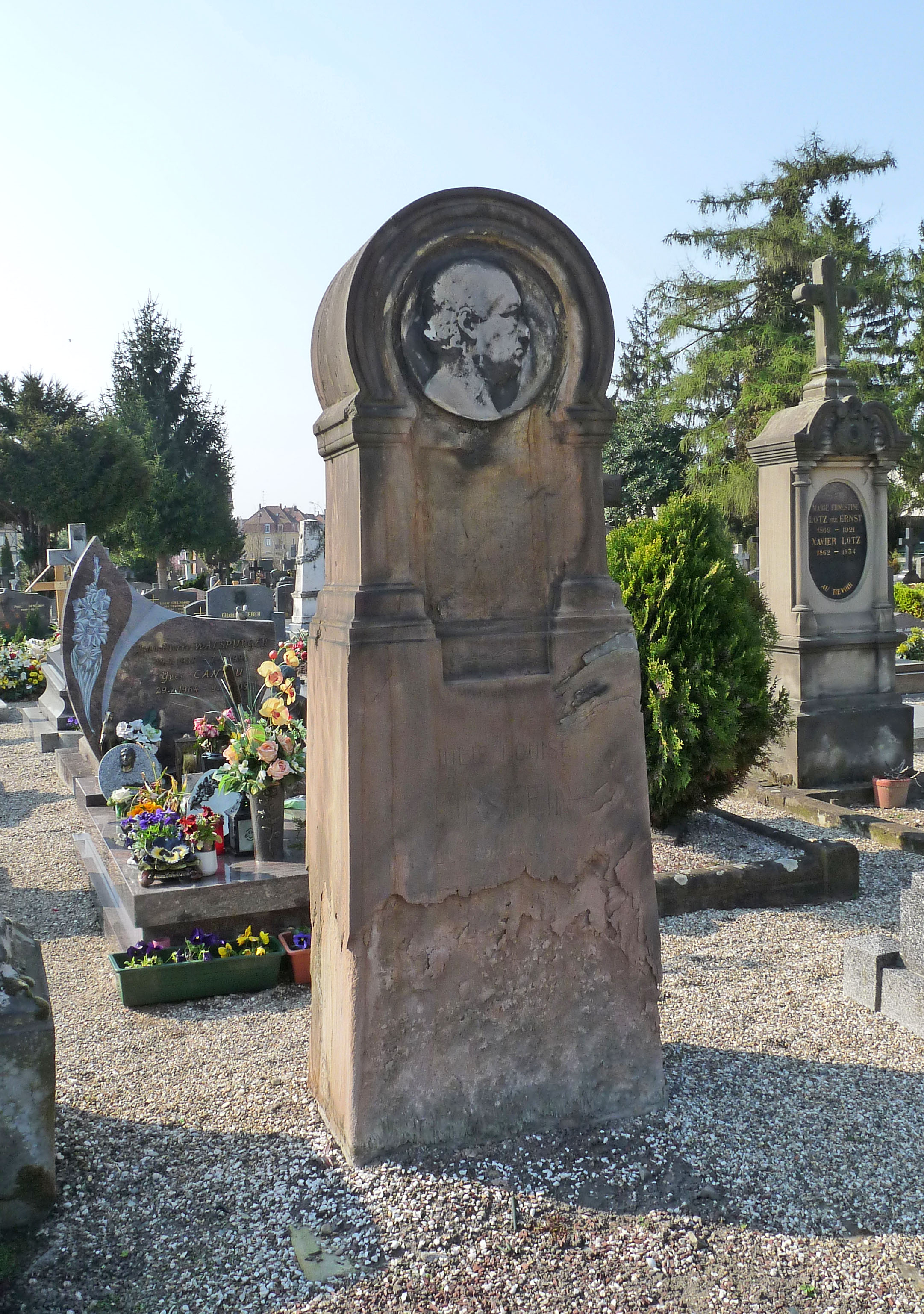
Tombe au cimetière Sainte-Hélène de Strasbourg.

Élève de son père, Jean-Jacques Kirstein, également orfèvre à Strasbourg, et de Pierre-Jean David d'Angers à l’École des beaux-arts de Paris, Joachim-Frédéric Kirstein parcourt ensuite l’Italie et l’Allemagne.
Mort subitement le 22 janvier 1860, il est inhumé au cimetière Sainte-Hélène de Strasbourg. La stèle en grès rose est ornée d'un portrait en marbre blanc. Au-dessus de l'inscription est gravé l'emblème de son métier : un marteau d'orfèvre et deux poinçons entrecroisés.

## Œuvre

### Sculpture
Il a produit de nombreux bustes dont celui de son père, du théologien François Henri Redslob au Temple Neuf de Strasbourg et du doyen Pierre Coze, doyen de la faculté de médecine de Strasbourg, le monument du mathématicien Herrenschneider à l'église Saint-Thomas de Strasbourg, celui du pasteur Isaac Haffner à l'église Saint-Nicolas de Strasbourg, ainsi que les portraits en médaillon du pasteur Oberlin, de Jean Sturm et d’Erwin de Steinbach.

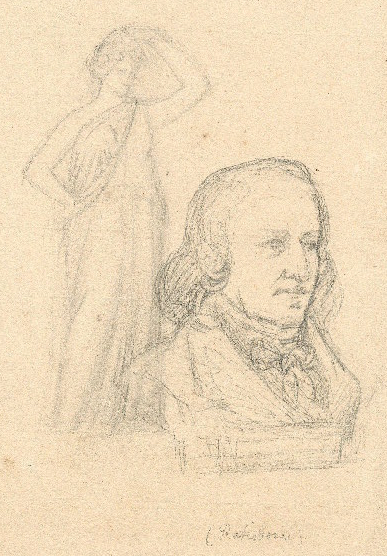
Théodore Ratisbonne (esquisse).
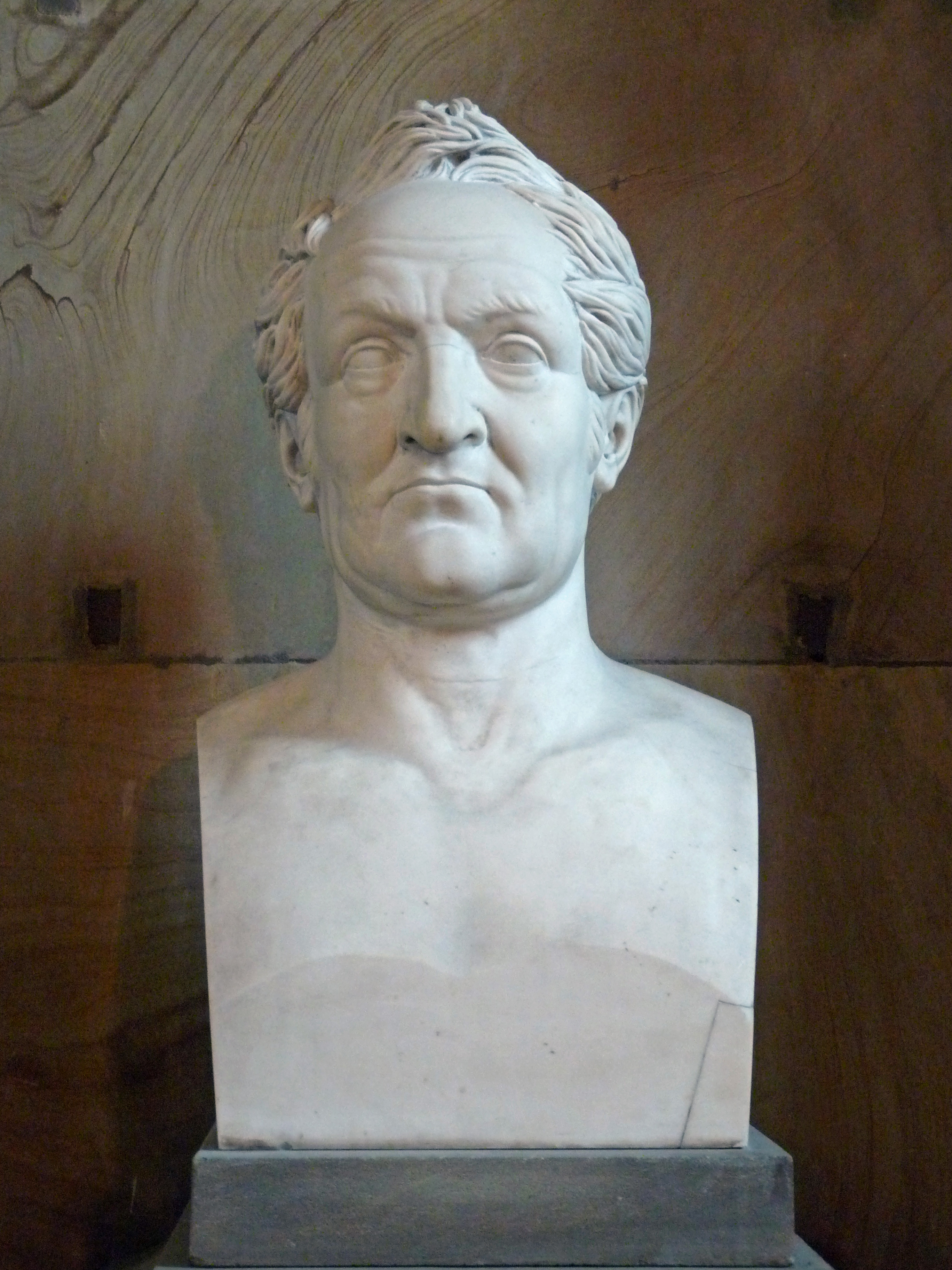
François Henri Redslob au Temple Neuf de Strasbourg.
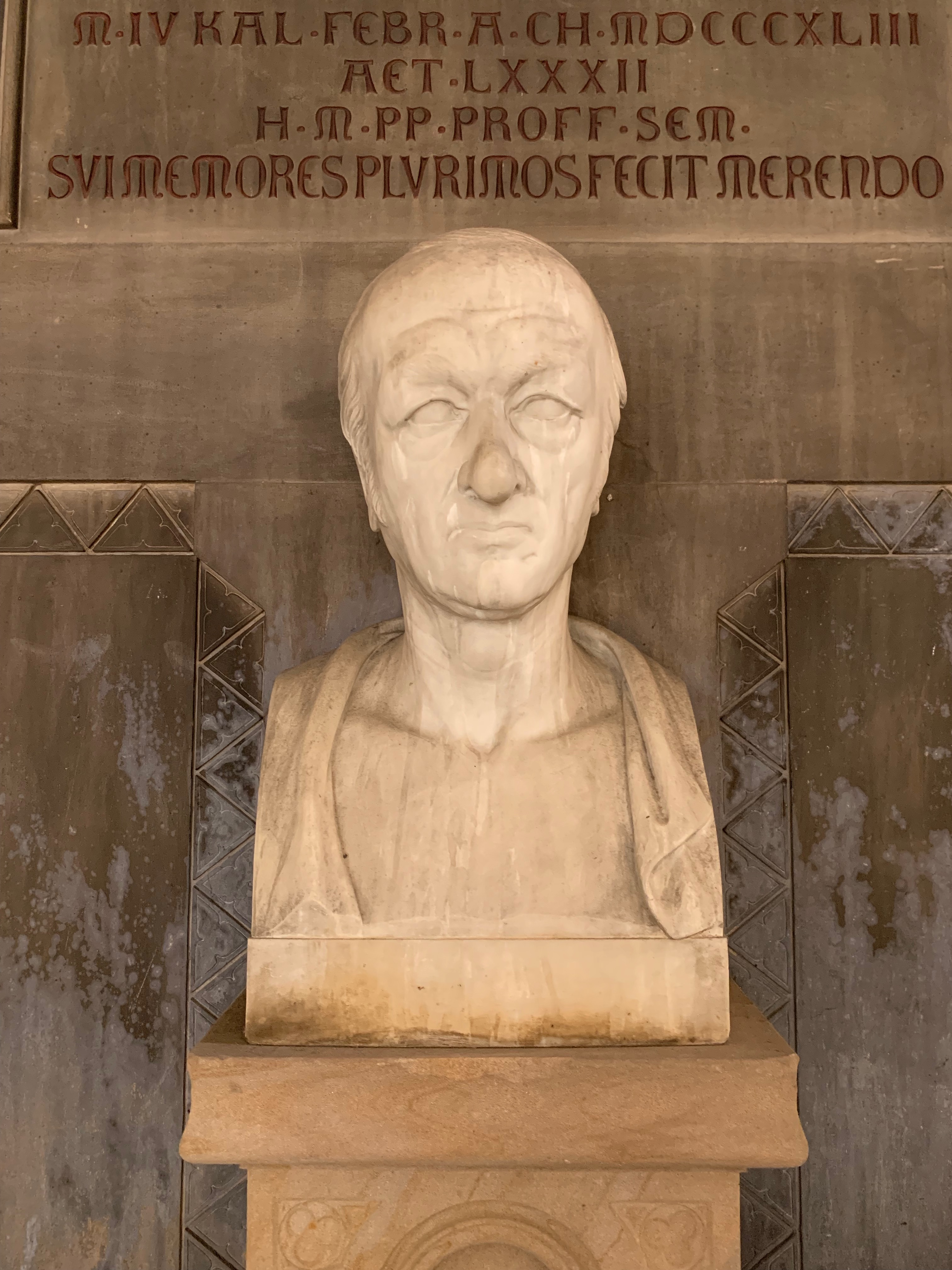
Jean-Louis-Alexandre Herrenschneider à l'église Saint-Thomas de Strasbourg.

### Orfèvrerie
Le musée des Arts décoratifs de Strasbourg détient notamment : une boîte à hosties doté d'un bas-relief représentant Le Repas d'Emmaüs d'après Appiani, une aiguière en argent doré, un gobelet à côtes pincées et à bord supérieur mouluré, un nécessaire de chasse dans un écrin (gobelet, fourchette, cuillers, couteau et cuiller à moëlle), un porte-monnaie à charnière ouvrant sur le dessus, une tabatière en argent et écaille, plusieurs broches, dont l'une représente un cerf.

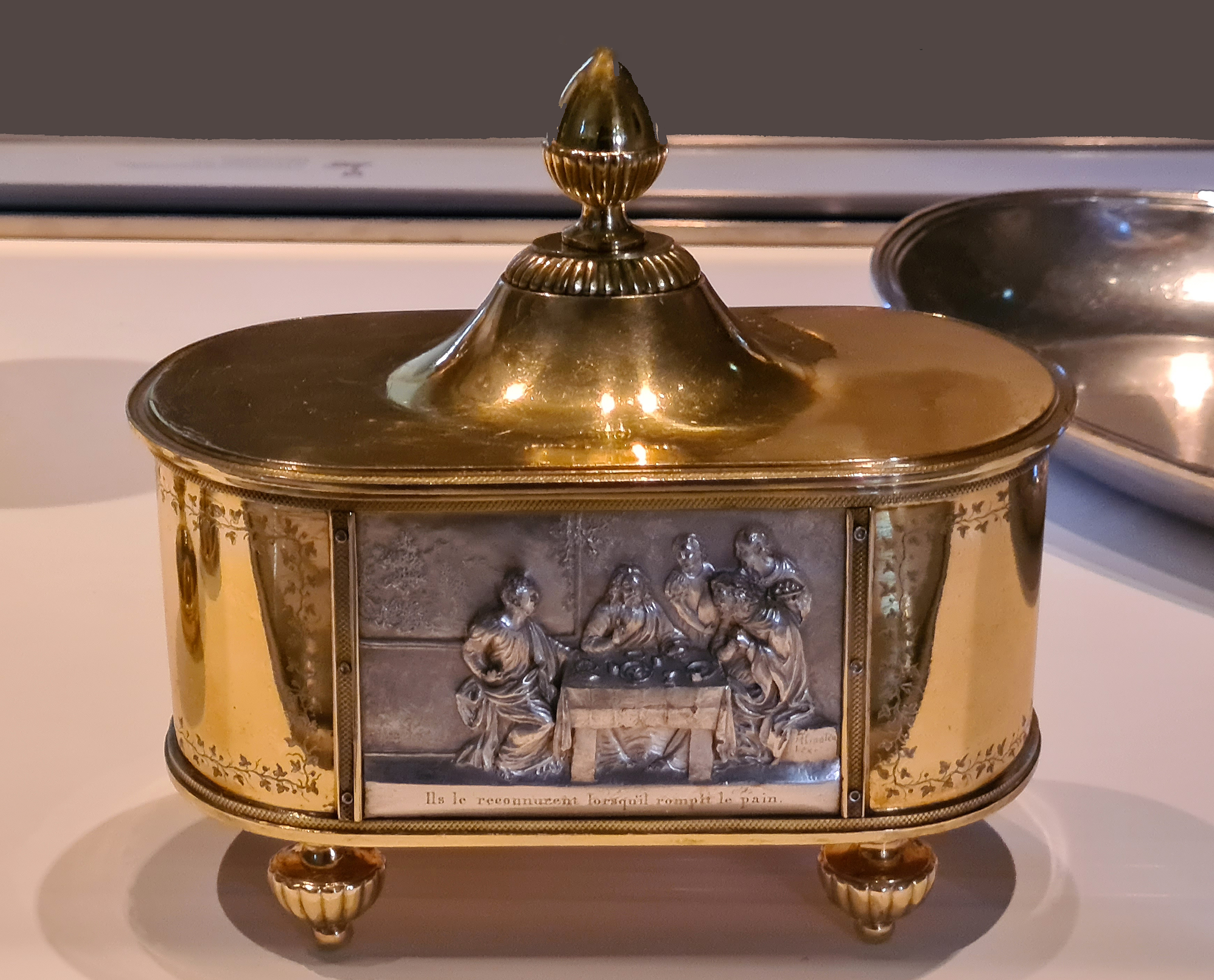
Boîte à hosties (1838) par Jacques-Frédéric ou Joachim-Frédéric Kirstein[13].
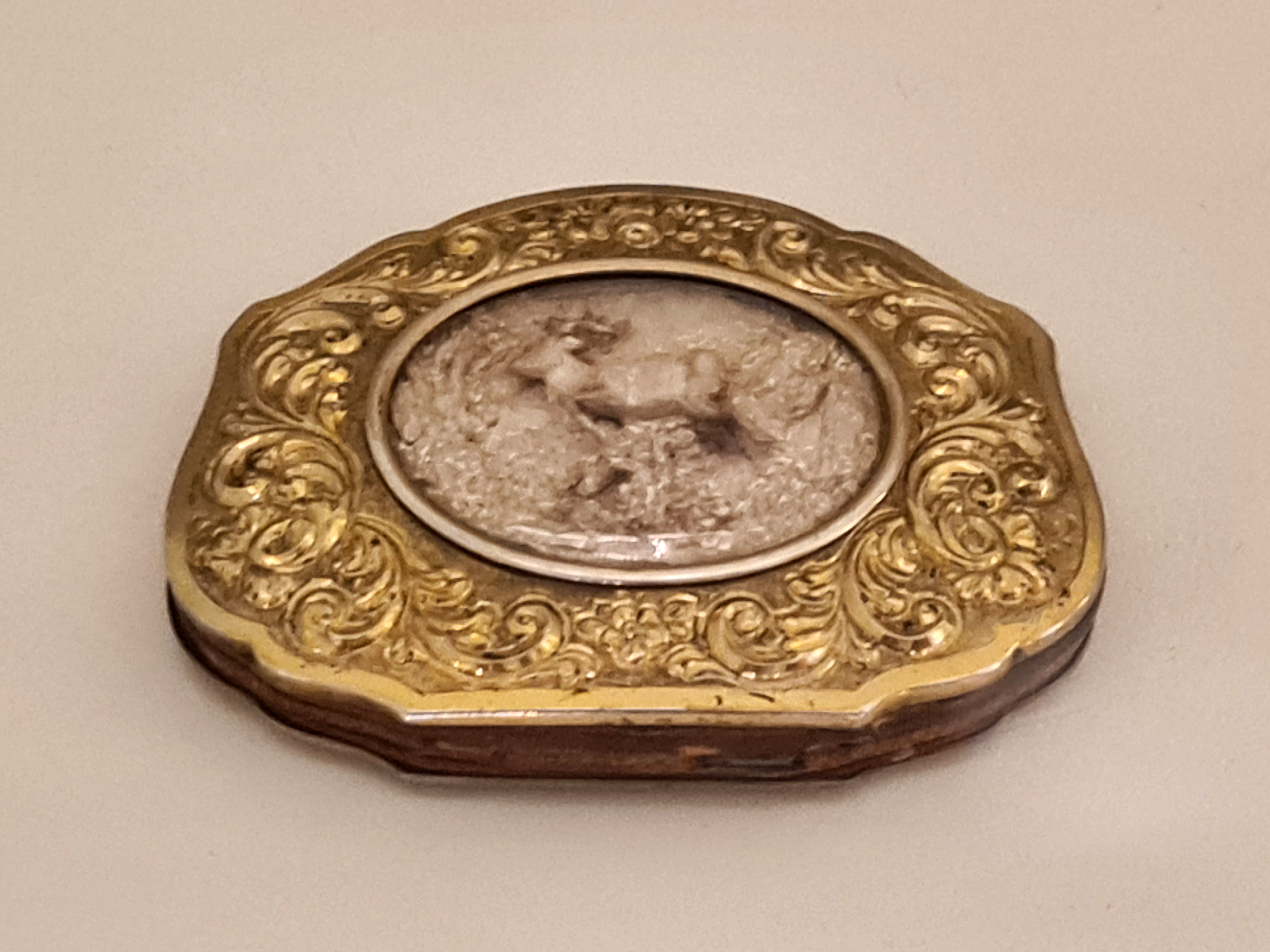
Porte-monnaie (1840-1850[13]).
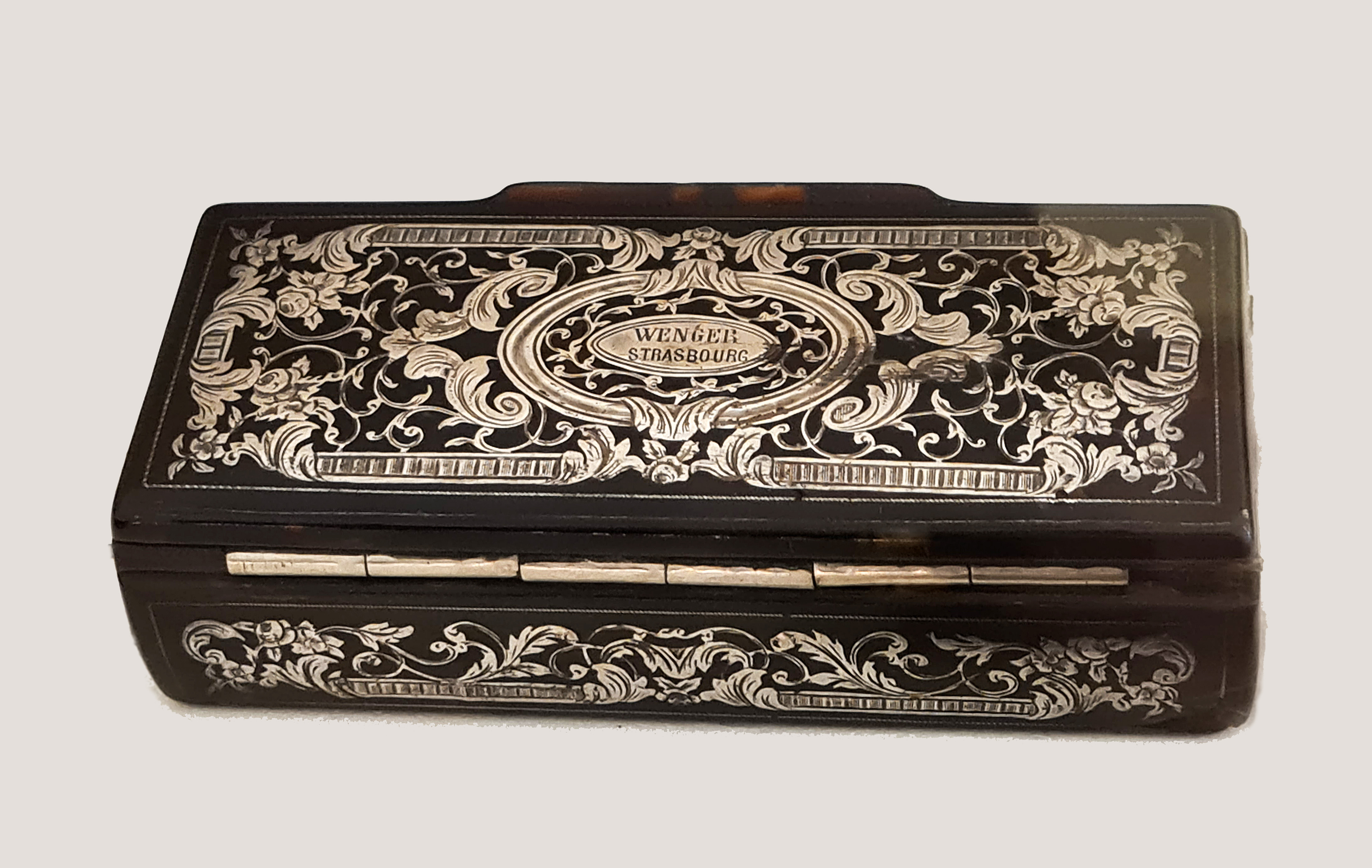
Tabatière en argent et écaille (vers 1840[13]).
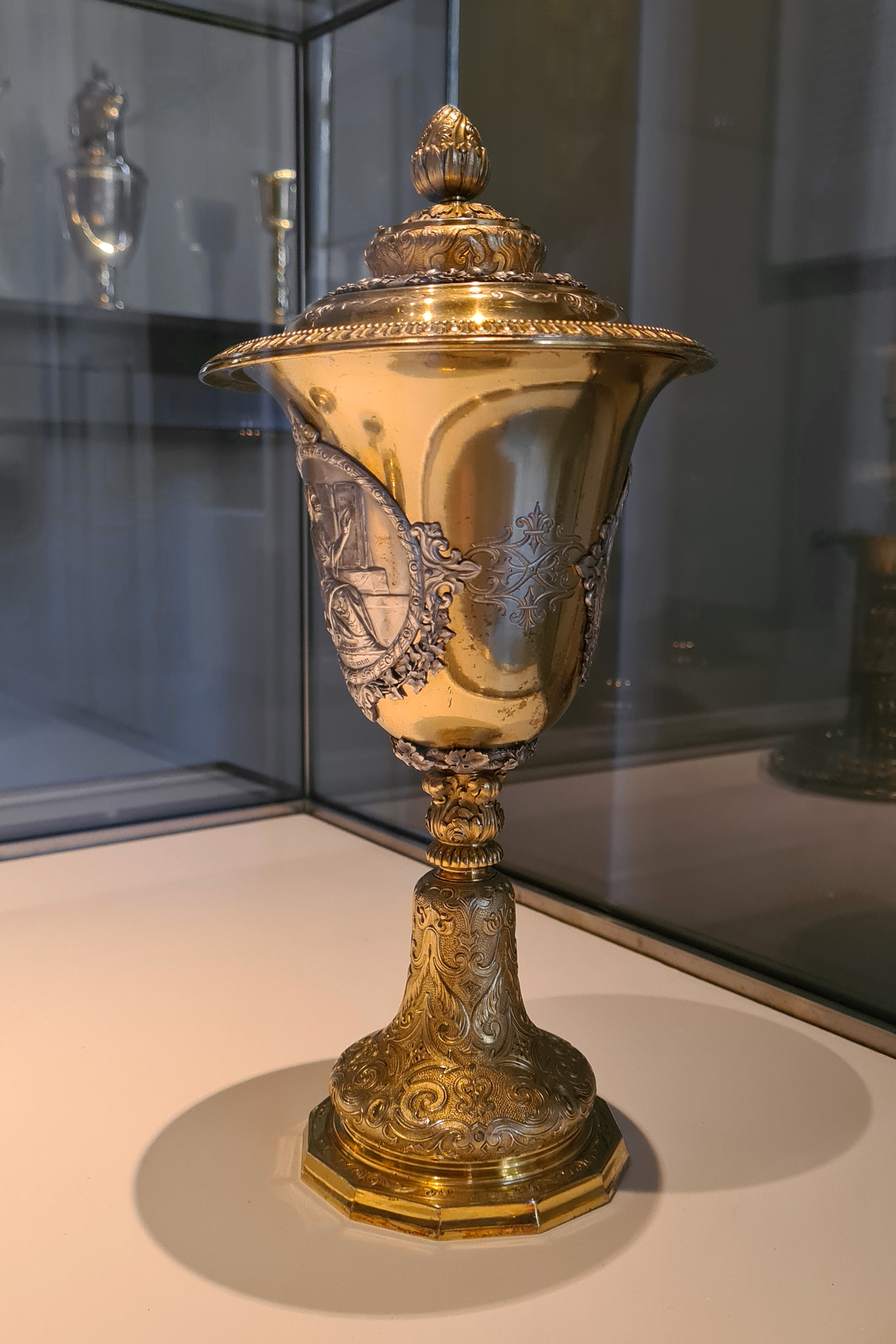
Coupe à couvercle (1858[13]).